# Le Feu sur la terre
Le Feu sur la terre, sous-titré Le Pays sans chemin, est une pièce de théâtre en quatre actes de François Mauriac créée le 12 octobre 1950 au Théâtre des Célestins à Lyon dans une mise en scène de Jean Vernier.

## Écriture de la pièce
À l'été 1949, François Mauriac prend ses quartiers d'été à Malagar afin de se remettre, dans la solitude, à écrire un roman alors qu'il éprouve à cette époque de grandes difficultés créatrices. L'avancement de L'Agneau étant laborieux — le roman ne sera publié qu'en 1954 — il décide de se rabattre sur l'écriture de cette pièce de théâtre dont le titre lui sera inspiré par les incendies fréquents de pinède qu'il observe depuis son enfance sur la terrasse de Malagar.
La pièce est créée le 12 octobre 1950 au théâtre des Célestins de Lyon, à la demande de Jacques Hébertot, dans une mise en scène de Jean Vernier, des décors de Paul Colin, et des costumes de Tristan Maurice,. Elle est ensuite montée à Paris au Théâtre Hébertot le 8 novembre 1950 puis diffusée à la fin du mois de décembre 1950 sur la Radiodiffusion-Télévision française avec une présentation de Georges Duhamel.
Le texte du Feu sur la terre paraît en 1951 aux éditions Bernard Grasset.

## Distribution des rôles à la création
- Jany Holt : Laure du Prat de la Sesque, la fille
- Marcel Josz : Osmin du Prat de la Sesque, le père
- Yvette Andreyor : Marguerite du Prat de la Sesque, la mère
- Micheline Gary : Caroline Lahure, fille de propriétaires voisins, amie de Laure
- Michel Lesage : Gabriel de la Sesque, le neveu séminariste
- Françoise Hornez : Lucile du Prat de la Sesque, la seconde fille
- Georges Saillard : Le Curé
- Jean Leuvrais : Maurice du Prat de la Sesque, le fils
- Claire Jordan : Andrée
- Jacky Gencel ou Yves-Marie Maurin : Éric

## Réception critique
Après le difficile et douloureux échec pour Mauriac de Passage du malin (1947), sa précédente pièce éreintée par la critique, la réception journalistique du Feu sur la terre est correcte, voire polie, avec un bon accueil du public. Cette pièce, la dernière de Mauriac, marque également pour son auteur une prise de conscience du décalage qui existe désormais entre son théâtre et son écriture « académique » avec les nouveaux auteurs dramatiques tels que Samuel Beckett ou Eugène Ionesco.